# Daucus carota subsp. sativus
Daucus carota subsp. sativus, llamada popularmente zanahoria, es la forma domesticada de la zanahoria silvestre (Daucus carota) y una especie de planta perteneciente a la familia Apiaceae (antes llamada Umbeliferae). Es la planta más cultivada dentro de esta familia. Es oriunda del centro asiático y del mediterráneo. Se cultiva por su raíz mucho más grande, sabrosa y de textura menos fibrosa que la especie silvestre. También se conoce como carrota, carlota, pastinaca o bufanagas.

## Denominación

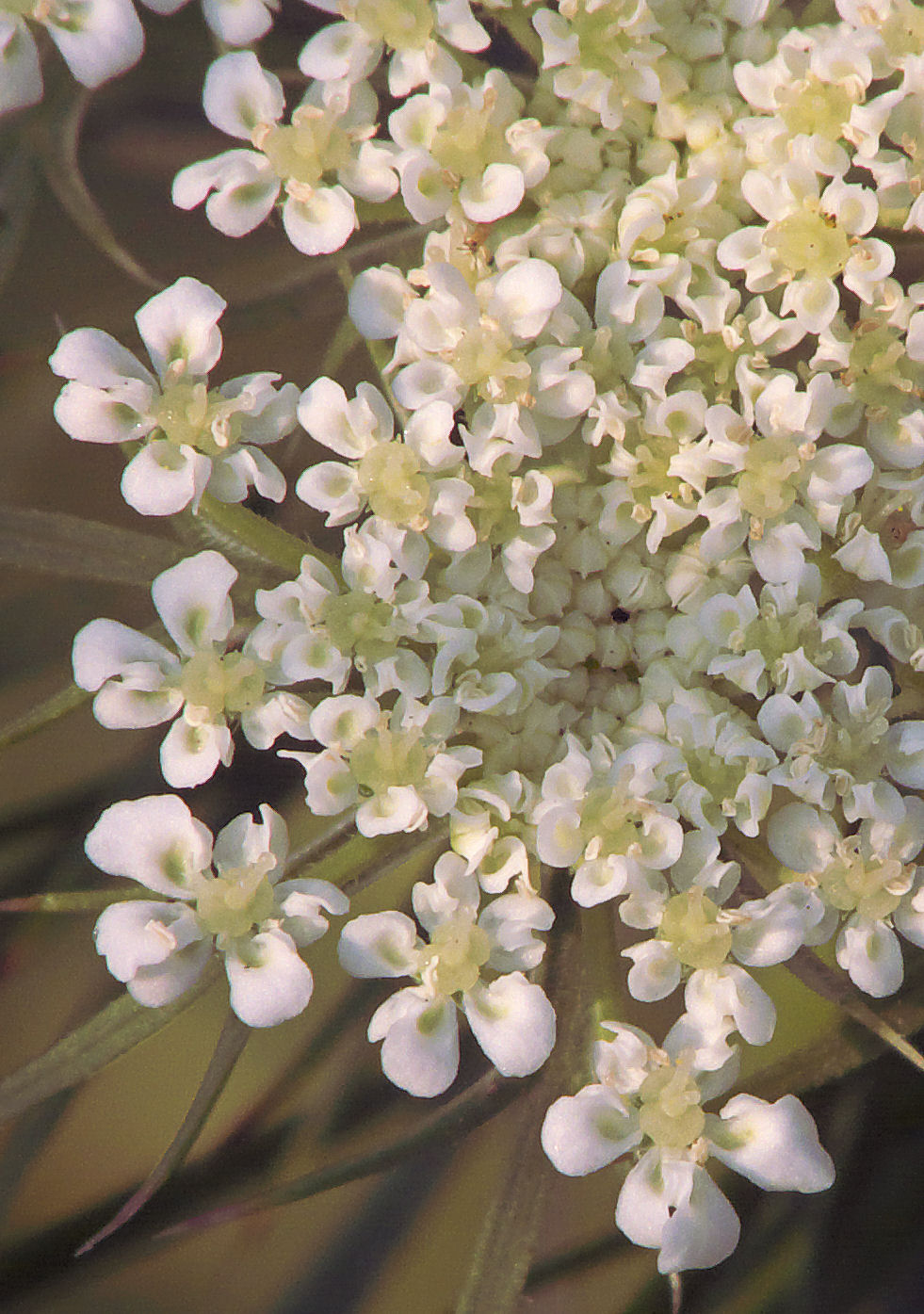
Detalle de las flores

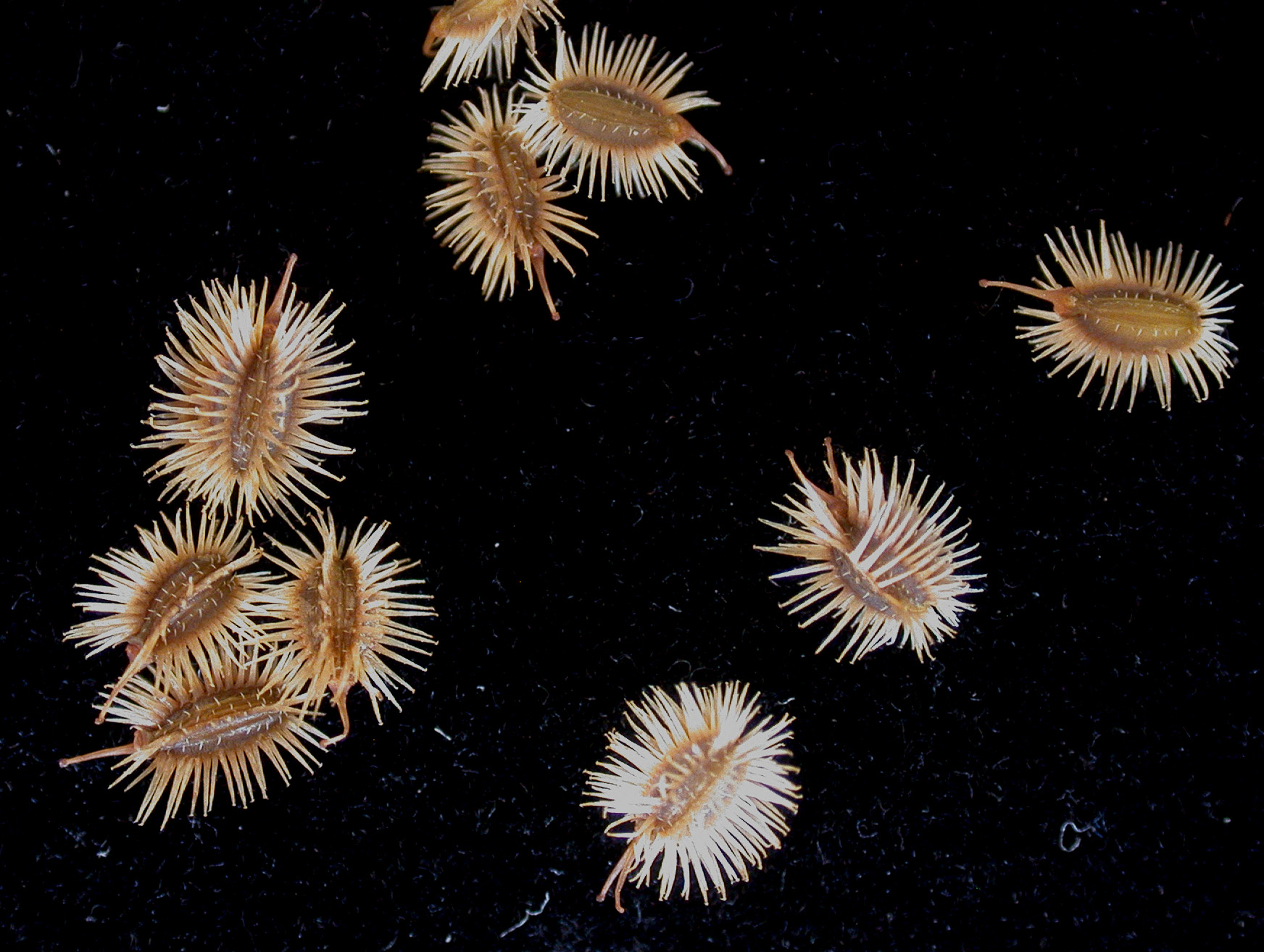
Frutos

El nombre zanahoria proviene del árabe andalusí اِسفاناريجا (safunnárya), y este del griego antiguo σταφυλίνη ἀγρία (staphylínē agría), "zanahoria silvestre".

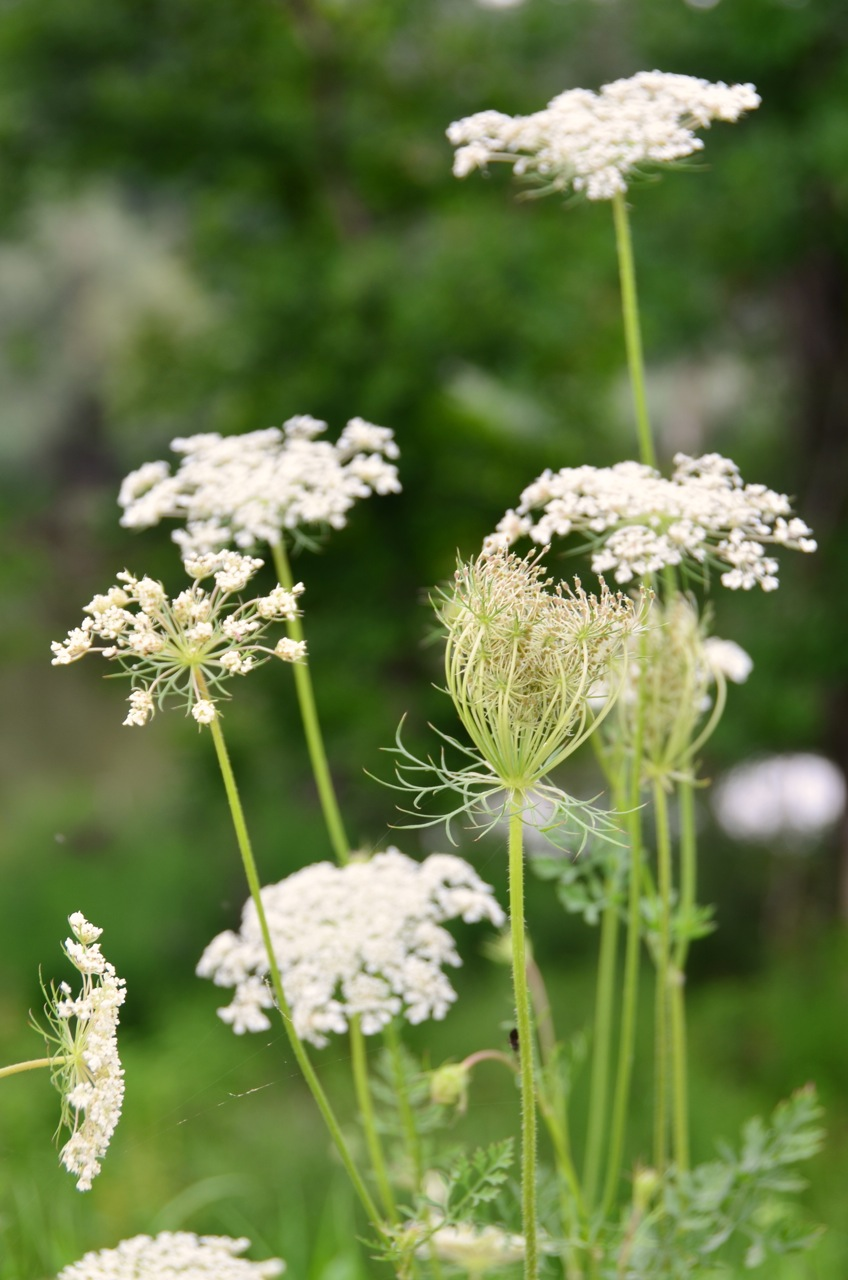
Inflorescencias

## Descripción
Planta bienal que forma una roseta de hojas en otoño e invierno, mientras desarrolla la raíz napiforme, la cual almacenará grandes cantidades de azúcar como reserva para la floración del año siguiente. El tallo floral crece hasta más de 100 cm con varias umbelas de flores blancas. La raíz comestible suele ser de color naranja, aunque hay variedades blancas, amarillas o moradas.

## Usos y nutrición
Las zanahorias se pueden consumir de muy diversas formas. Se suelen trocear y se consumen crudas, cocidas, fritas o al vapor y se cocinan en sopas, guisos, ensaladas, pasteles, así como en comidas preparadas para bebés y animales domésticos.

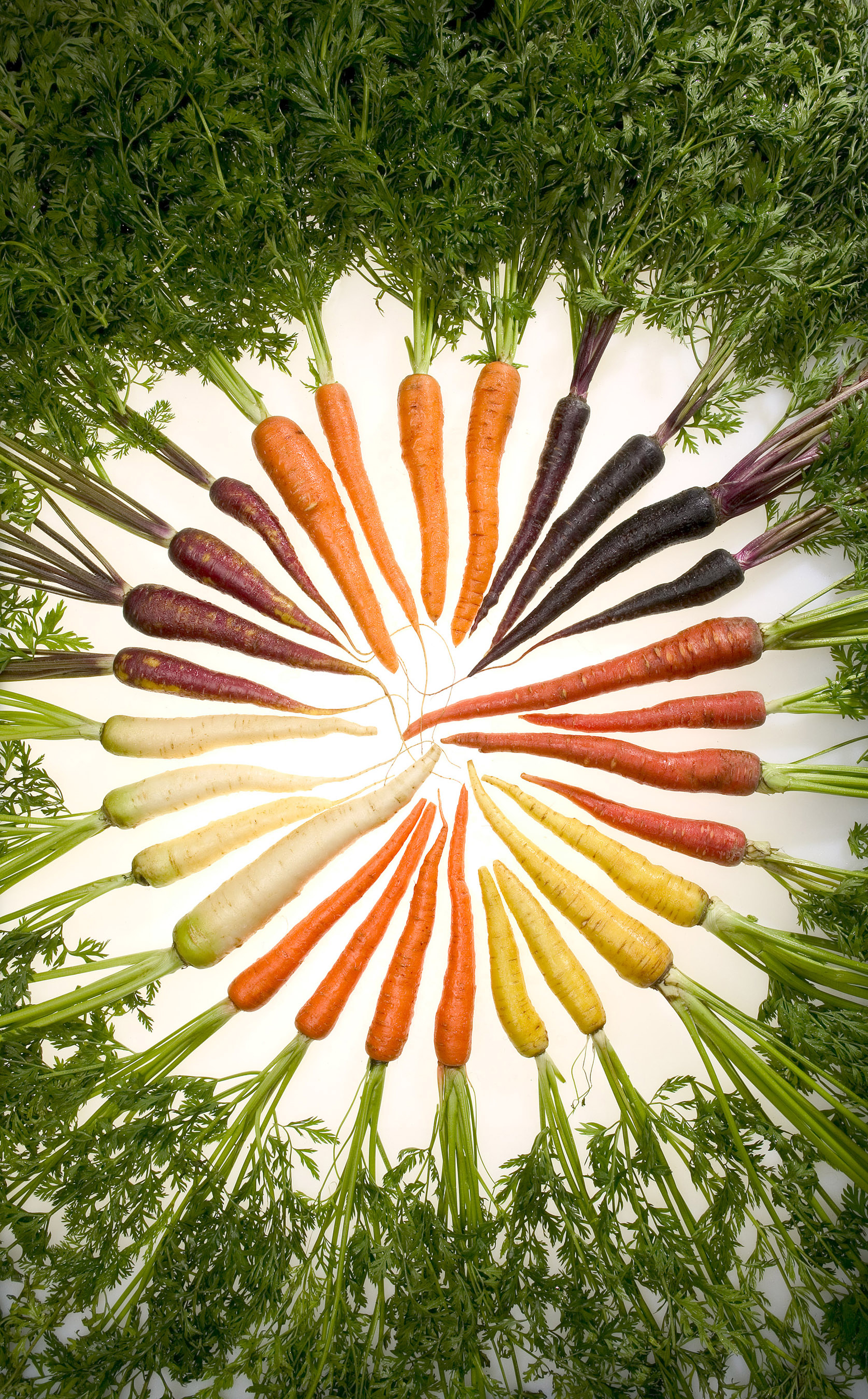
Zanahorias de diferentes tipos y colores.

Es un alimento excelente desde el punto de vista nutricional gracias a su contenido en vitaminas y minerales. El agua es el componente más abundante (88,7 %), seguido de los hidratos de carbono (7,3 %),siendo estos nutrientes los que aportan energía. La zanahoria presenta un contenido en carbohidratos superior a otras hortalizas.
Su característico color naranja se debe a la presencia de carotenos, principalmente el β-caroteno (beta-caroteno) y el α-caroteno (alfa-caroteno). El beta-caroteno, una forma de provitamina A, es un compuesto antioxidante y anticancerígeno que se transforma en vitamina A, la cual sirve para una buena visión, el buen funcionamiento del sistema inmunitario, de la reproducción, del crecimiento y del desarrollo y para el buen funcionamiento del corazón, de los pulmones y de otros órganos. Asimismo, la zanahoria es fuente de vitamina B1 o tiamina, vitamina B2 o riboflavina, vitamina B3 o niacina, vitamina B6 o piridoxina, biotina y folato. En cuanto a los minerales, contiene calcio, hierro, magnesio, fósforo, potasio, sodio, zinc, cobre y manganeso.
Ayuda a limpiar los dientes y estimula la secreción de saliva, algo que contribuye indirectamente a una buena digestión.
Aumenta la producción de melanina, el pigmento que le da color a la piel y la protege de las radiaciones solares nocivas (UVA y UVB).
La deficiencia de vitamina A es un problema muy frecuente a escala mundial. Puede causar déficits de crecimiento y desarrollo en los niños, pérdida de visión y aumentar el riesgo de infección. Además, es un factor de riesgo potencial para el deterioro cognitivo y enfermedades mentales. Una deficiencia de vitamina A dificulta ver bien por la noche, ya que el nervio óptico se nutre de esta vitamina y una proteína llamada “opsina”, razón por la cual la zanahoria siempre se ha relacionado con la mejora de la visión.

## Historia
Es probable que los antepasados silvestres de la zanahoria hayan venido de Irán, país que continúa siendo el centro de diversidad de la especie silvestre D. carota. El cultivo selectivo durante siglos de una subespecie natural de esta, Daucus carota subsp. sativus, ha dado lugar a la hortaliza común.
Antiguamente, la zanahoria se cultivaba por sus hojas y semillas aromáticas, no por su raíz. Aún hoy, algunos de sus parientes se cultivan por estas, tales como el perejil, el hinojo, el eneldo y el comino. En el siglo I se menciona por primera vez la raíz en fuentes clásicas. La zanahoria moderna fue posiblemente introducida en Europa entre los siglos VIII y X[cita requerida]; Ibn al-Awwam, en Andalucía, describe tanto las variedades rojas como amarillas; Simeon Seth, médico y erudito judeo-bizantino del siglo XI, también menciona ambos colores.
Existe la teoría de que las zanahorias naranjas se hicieron popular cuando los agricultores en los Países Bajos durante el siglo XVI criaron zanahorias de color naranja para homenajear a Guillermo de Orange, «el líder de una revuelta del siglo XVI contra la monarquía española de los Habsburgo». Tales zanahorias anaranjadas ricas en carotenos tuvieron tal éxito que actualmente son las más difundidas globalmente.

## Sabor
Varios factores diferentes pueden hacer que la raíz de una zanahoria tenga metabolitos anormales (especialmente 6-metoximelina) que pueden causar un sabor amargo en las raíces. Por ejemplo, las zanahorias tienen un sabor más amargo cuando se cultivan en presencia de manzanas. Además, el etileno puede producir estrés fácilmente, provocando un sabor amargo.

## Cultivares

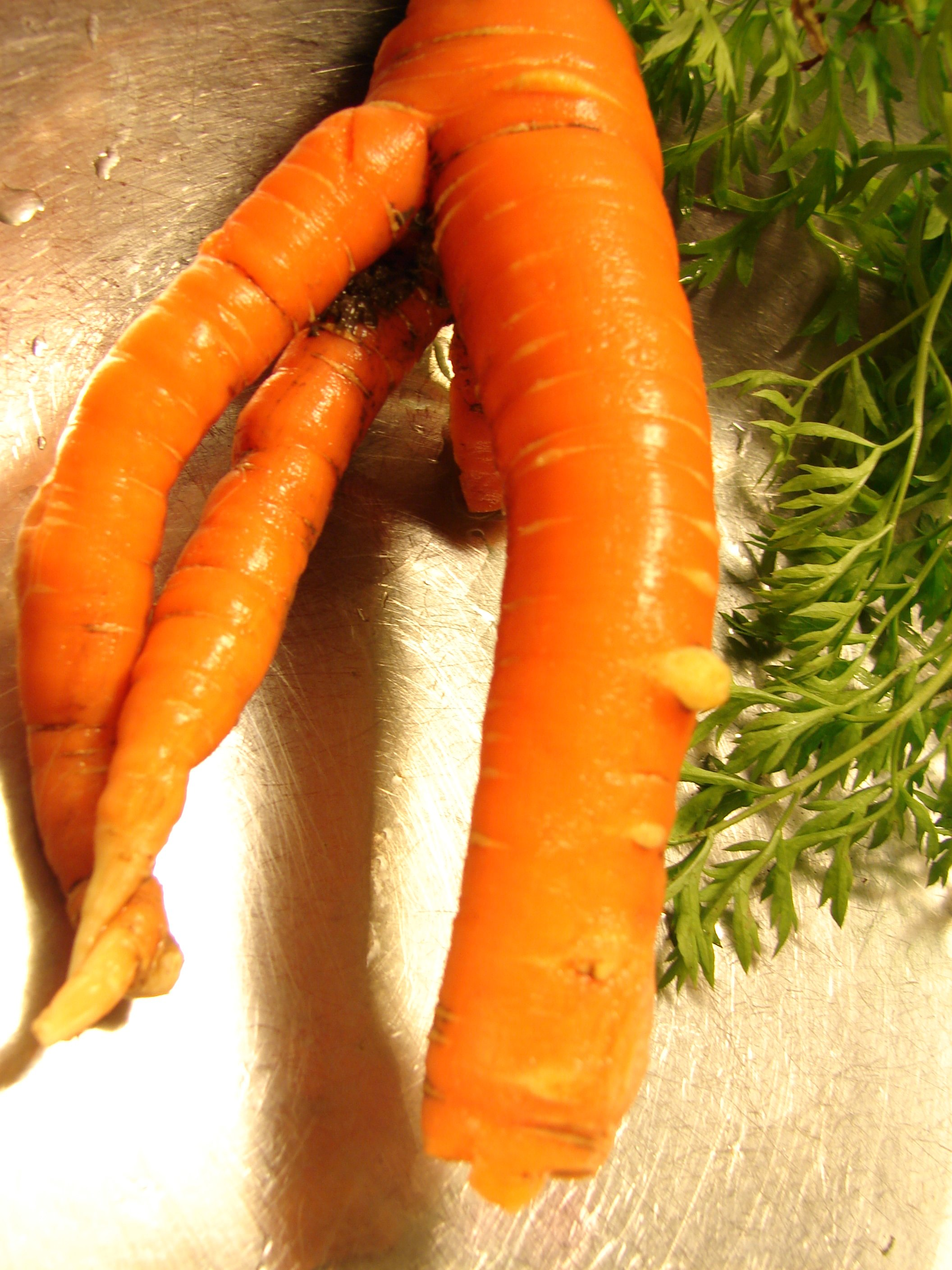
Las zanahorias con múltiples ramificaciones no son cultivares, sino productos derivados de daños a menudo asociados con suelos rocosos.

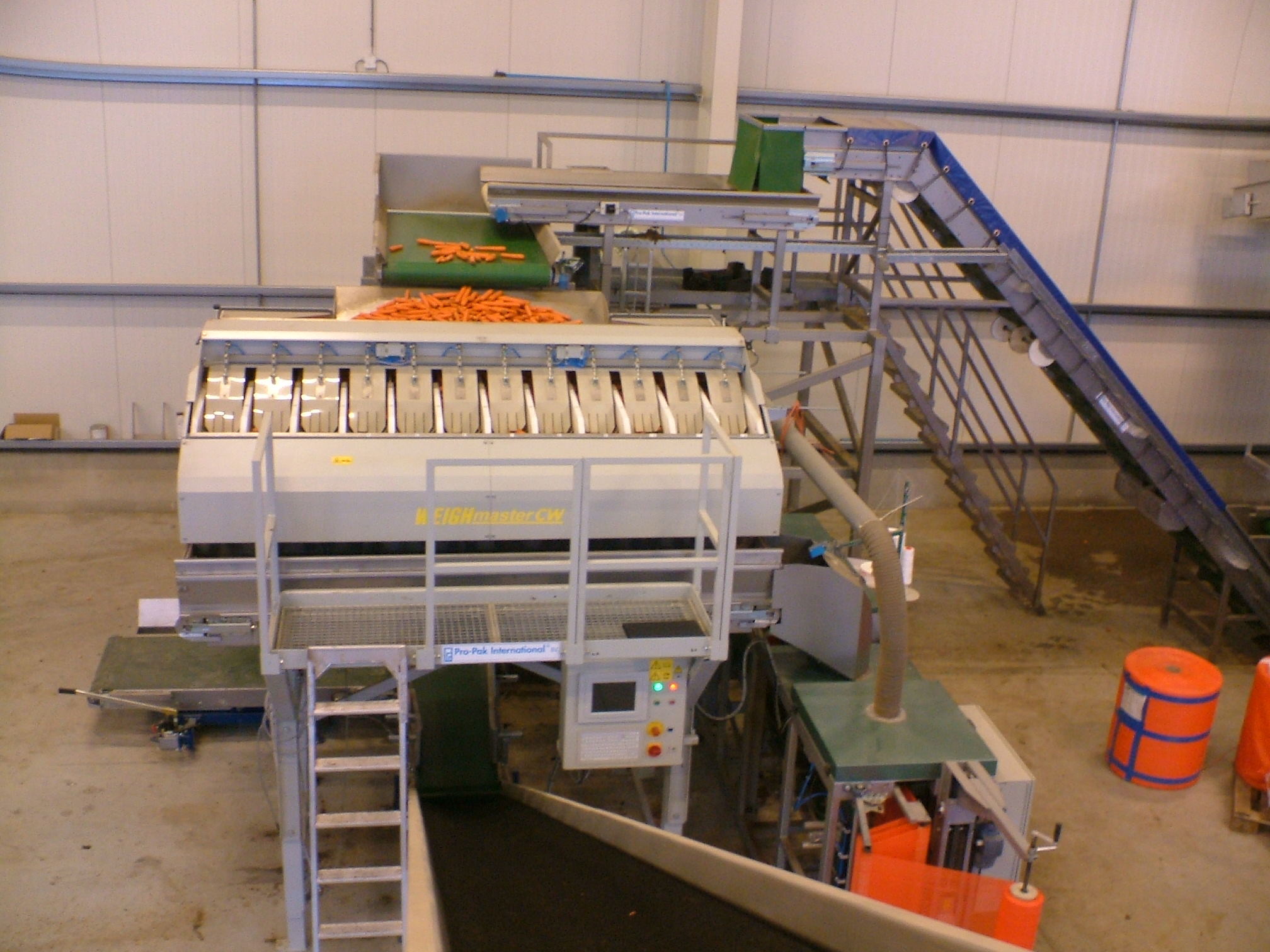
Pesadora y empacadora de zanahorias en los Países Bajos.

Los cultivares de esta hortaliza se agrupan en dos amplias clases: "zanahorias orientales" y "zanahorias occidentales". Recientemente, se han producido cierto número de cultivares nuevos por propiedades específicas.
La zanahoria más grande del mundo fue cultivada por John Evans en 1998 en Palmer (Alaska) y pesó 8,6 kg.
La ciudad de Holtville, en California, se promueve turísticamente como "la capital mundial de la zanahoria", y celebra un festival anual dedicado exclusivamente a ella.

### Zanahorias orientales
La zanahoria oriental proviene de Asia Central, posiblemente del actual Afganistán, durante el siglo X o quizás antes. Los especímenes de esta clase que han sobrevivido hasta hoy son normalmente púrpuras (color que proporciona los pigmentos de antocianina) o amarillas y a menudo tienen raíces bifurcadas.

### Zanahorias occidentales
La zanahoria occidental surgió en los Países Bajos durante los siglos XV o XVI[cita requerida], haciéndose popular por su color anaranjado (resultado de la abundancia de carotenos) en aquellos países como emblema de la Casa de Orange-Nassau y la lucha por la independencia neerlandesa. Aunque las zanahorias anaranjadas son lo corriente en el occidente, también existen otros colores, como el blanco, amarillo, rojo y púrpura, que se producen recientemente.

### Enfermedades
Entre otras muchas enfermedades bacterianas y/o fúngicas, la podredumbre negra de la zanahoria, producida por el hongo Stemphylium radicinum, hace que las hojas se oscurezcan o mueran y destruye la raíz.
A nivel de producción resulta afectada principalmente por enfermedades fúngicas que atacan el follaje, entre las que destacan los géneros Phytophtora y Cercospora. Es una planta muy susceptible al ataque de nematodos fitoparásitos, especialmente la especie Heterodera carotae, que provoca graves pérdidas de calidad por la bifurcación de la raíz (si el ataque se produce a temprana edad) y la aparición de nódulos (si el ataque es tardío).

## Tendencias de producción

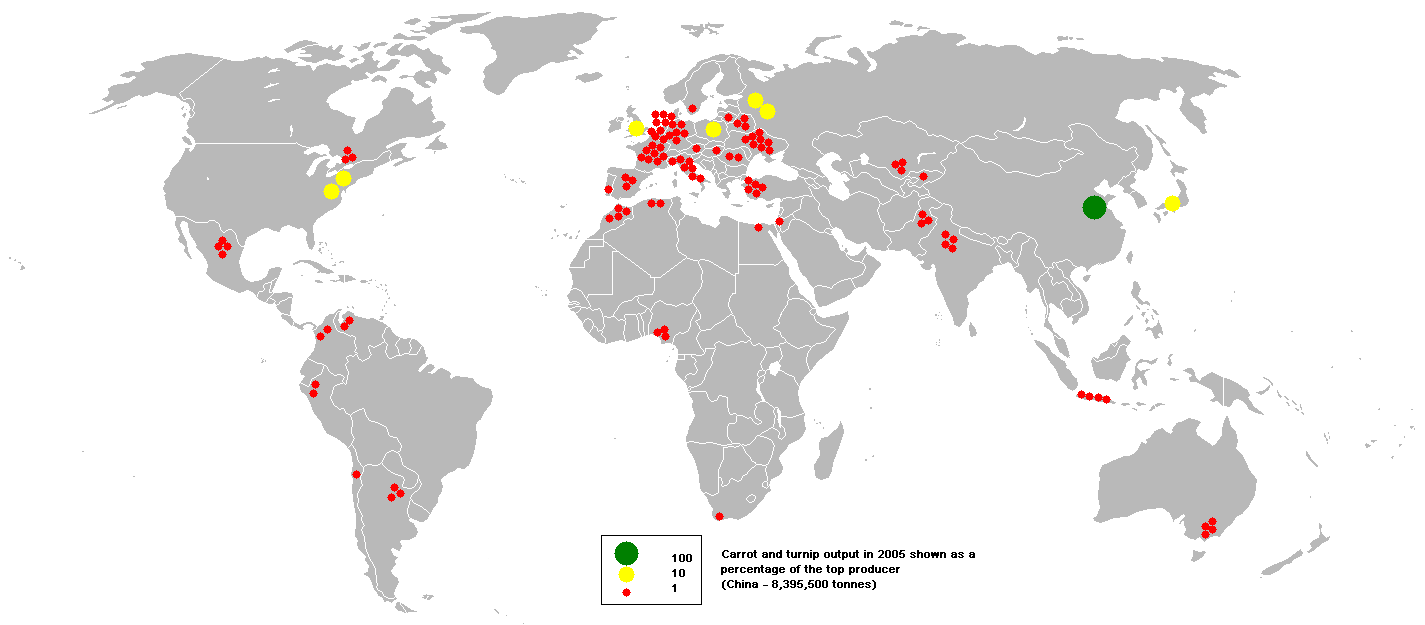
Producción de zanahorias y nabos en 2005.
Verde:mayor productor (China)
Amarillo:otros productores principales.
Rojo:productores menores.

China fue el mayor productor de zanahorias y nabos en 2005 según la FAO, y alcanzó al menos un tercio de la producción global, seguida por Rusia y los Estados Unidos. 
En 2005, una encuesta británica hecha a 2000 personas reveló que, en ese país, la zanahoria se encuentra en tercer lugar como vegetal gastronómico favorito.

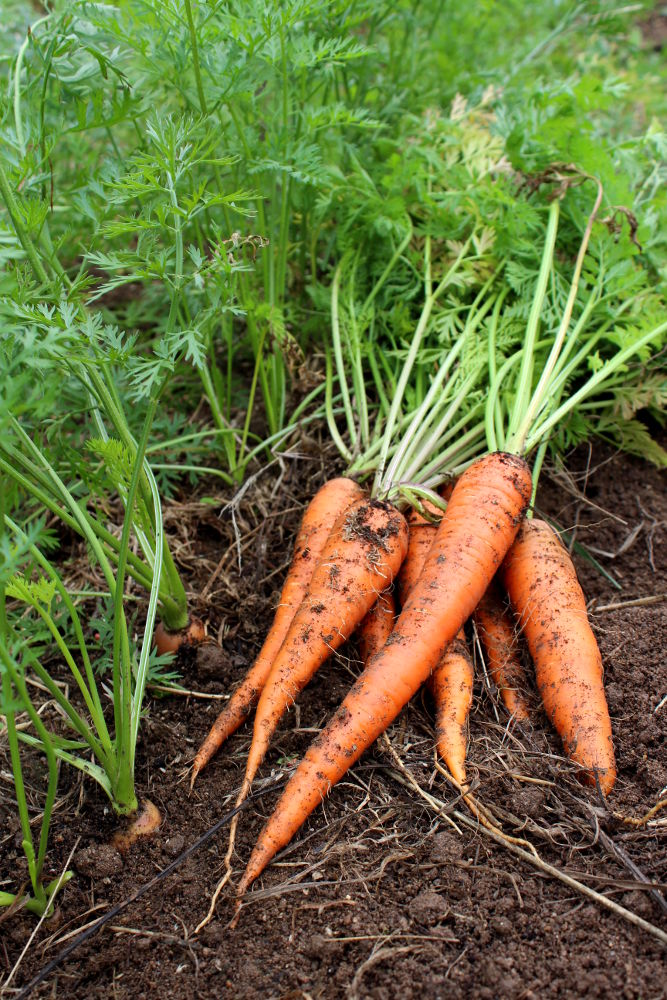
Vista de la planta

## Taxonomía
Fue descrita inicialmente como Daucus carota var. sativus por Georg Franz Hoffmann y publicado en Deutschlands Flora oder Botanisches Taschenbuch 1: 94, en 1791, actualmente es tanto un sinónimo como el basónimo de esta; y ulteriormente sería elevada a subespecie por Gustav Schübler y George Matthias von Martens en Flora von Würtemberg 1, 179, en 1834.

#### Etimología
Daucus: nombre antiguo proveniente del latín, dado la zanahoria, que procede del vocablo griego δαύκος (daûkos), y este a su vez, de δαίω (daio); "calentar o quemar", por sus propiedades medicinales y de irritación en la piel con el follaje de algunas especies.
carota: epíteto proveniente del vocablo latino carōta, y este del vocablo griego antiguo καρωτόν (karôton).
sativus: epíteto latino que significa "cultivado".

## Nombres comunes
- Castellano: acenoria, azanoria, bufanagas, carrota, carlota, carruchera, cenoria, pastana, pastinaca, playa de prados, rompesacos, satanoria, yerba meona, yerba mosquera, zanahoria, zanahoria silvestre.[27]